# Kristianstads Läns Tidning
Kristianstads Läns Tidning var en dagstidningen utgiven i Kristianstad från den 1 december 1896 till 31 december 1954. 
Första titeln var Kristianstads Läns Tidning. Nyhets- och Annonsblad för Kristianstads stad och län. Tidningens fullständiga titel var 1899–1937 Nya Skånska Posten Kristianstads Läns Tidning, i dagligt tal kallad Länstidningen. Tidningen var en högertidning, som var morgontidning och från 1908 var den sexdagarstidning. Tidningen började utges 1 december 1896 och sammanslogs 1899 med Nya Skånska Posten, som hade startats redan 1830.  

## Redaktion
Utgivningsbevis för Kristianstads Läns Tidning utfärdades för fil. kandidaten Karl Wilhelm Wadman den 21 november 1896 samt, sedan Nya Skånska Posten därmed förenats, för Nya Skånska Posten Kristianstads Läns Tidning för vice auditören Peter Adolf Dahl den 27 juni 1899 och redaktören Sven Magnus Myrström den 29 december 1899, vilka även varit dess redaktörer. Medarbetare i tidningen har varit bland andra fil. d:r Karl Enghoff från 1 december 1896, Vilhelm Hagqvist under december 1896. C. W. Lagergren 1897-1899, J. E. Westberg från 1 juli 1899. Redaktionsort för tidningen var hela tiden Kristianstad. Tidningen var sexdagarstidning från starten men kom på eftermiddagen till 1908. Sen var den morgontidning. 1910-1920 tidningen ut Kristianstad Läns Veckoblad en gång i veckan. Sista året gavs en edition Göingeupplagan ut från 2 april 1954 till 6 december 1954.
| Period                 | Ansvarig utgivare          | Period                 | Redaktör         |
| 1896--1899-06-26       | Wadman, Wilhelm            | 1896–1899              | Wadman, Wilhelm  |
| 1899-06-27--1899-12-29 | Dahl, Peter Adolf          | 1896–1899              | Wadman, Wilhelm  |
| 1899-12-29--1906-09-28 | Myrström, Sven Magnus      | 1899-01-02--1906-09-29 | Myrström, Magnus |
| 1906-09-29--1937-08-01 | Björck, Emanuel            | 1906-10-01--1937-07-21 | Björck, Emanuel  |
| 1937-08-02--1940-07-11 | Hammarlund, K. O.          | 1937-08-06--1940-06-29 | Hammarlund, K.O. |
| 1940-07-12--1944-03-28 | Palm, Folke                | 1940-08-02--1944-03-17 | Palm, Folke      |
| 1944-03-29--1954-12-31 | Carlsson, Carl Hugo Gunnar | 1944-04-08--1954-12-31 | Carlsson, Hugo   |

## Tryckning
Förlaget hette Kristianstads läns tidnings aktiebolag med säte i Kristianstad. Tryckeri för tidningen var Kristianstads läns tidnings tryckeri i Kristianstad. Tidningen trycktes bara med trycksvärta och typsnitt var antikva hela utgivningen. Tryckeriutrustning var från 1921 en rotationspress, Duplex (källa tidningen 1 januari 1921). Denna ersattes av en rotationspress, Frankenthal enligt tidningen 14 november 1934.
Sidorna hade 6 spalter omväxlande med 7 spalter på lite större format. Satsytan var stora 52x39 cm efter installationen av rotationspressen 1921 och från 1934 54x35-36 cm, då den nya tryckpressen hade börjat arbeta. Tidningen var i början fyra sidor, ett dubbelvikt ark. 1921 ökades detta till 6-8 sidor troligen också detta en effekt av ny rotationspress. 1935 började man trycka fler sidor 8-12 sidor och det var maxantalet sidor i tidningen. Priset för tidningen var 4,80 kronor 1900, 1921 var det 16 kronor under inflationen, det sjönk sedan till 13,50 kronor 1922. Priset var sedan stabilt och nådde 20 kronor 1948 och vid nedläggningen hade det nått 35 kronor.
Upplagan för tidningen var 1904 2300 och den ökade långsamt till 3200 1912. Under kriget och efter gick upplagan nedåt med minimum 1922. Därefter steg den och varpå toppen mitt under andra världskriget med 6500 exemplar 1942. Därefter hade tidningen en minskande upplaga med 4500 exemplar 1953.